# 光明寺 (紀の川市)
光明寺（こうみょうじ）は、和歌山県紀の川市名手市場にある浄土真宗本願寺派の寺院。樹齢400年余りの「光明寺の松」があることで知られる。

## 光明寺の松
1584年（天正11年）、当時の村人、富豪惣助が自邸にあった松を寄進したとの言い伝えが残っている。
木幹の周囲2.7m、高さ70cmのところで笠状に広がる樹冠を形成。和歌山県の天然記念物に指定されている。

## アクセス
- JR和歌山線「名手駅」下車。
- 国道24号名手小北交差点を北へ約1分、または上之郷ICから約23 km/約45分

## 周辺
- 旧名手宿本陣